# Термический ветер
Термический ветер или термическая составляющая ветра — векторный сдвиг геострофического ветра по вертикали от одного горизонтального слоя к другому, который определяется усреднённым значением градиента температуры между этими высотами.

## Определение
Направление термического ветра совпадает с направлением изотерм таким образом, что в Северном полушарии более холодный район остаётся слева. Его величина выводится из следующего выражения, справедливого для компонент геострофического ветра в верхнем слое {\displaystyle (u,v)}:
где:
{\displaystyle T_{1}} и {\displaystyle T_{0}} — температуры на выбранных высотах,
{\displaystyle \Delta z} — разница высот между слоями,
{\displaystyle (u_{0},v_{0})} — величина геострофического ветра на нижнем уровне.
Первое слагаемое в данном выражении соответствует геострофическому ветру на нижнем уровне с коэффициентом {\displaystyle {\frac {T_{1}}{T_{0}}}}, а второе — термическому ветру, пропорциональному горизонтальному градиенту температуры. {\displaystyle l=2\omega sin(\phi )} - параметр Кориолиса,   {\displaystyle \omega } - угловая скорость вращения Земли, {\displaystyle \phi } - широта. 